# Districte d'Ungava

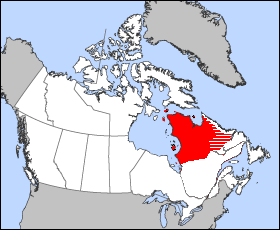
Districte d'Ungava, Territoris del Nord-oest, 1898-1912

El Districte d'Ungava fou un districte dels Territoris del Nord-oest (Canadà). Creat el 1895, la seva extensió va ser modificada el 1897 per l'annexió de les illes situades al llarg de la costa i de nou el 1898 amb la cessió de la seva part meridional a la província del Quebec. El 1912, el territori del districte d'Ungava va ser cedit al Quebec, però les illes costaneres van romandre dins els Territoris del Nord-oest fins al 1999, quan van passar a formar part del nou territori de Nunavut. El 1927, l'extrem oriental de l'antic districte d'Ungava va ser atorgat a la colònia britànica del Labrador pel Comitè Judicial del Consell Privat de Londres; des de 1949, aquest territori forma part de la província de Terranova i Labrador.

## Història
El districte d'Ungava forma part de la Terra de Rupert cedida pel rei Carles II d'Anglaterra, el 1670, a la Companyia de la Badia de Hudson. Aquesta va construir diversos establiments dedicats al comerç de la pell. D'entre aquests establiments destaca Fort Rupert, situat a la desembocadura del riu Rupert, i que és l'establiment permanent més antic del nord del Quebec. Fins als anys seixanta, s'hi va practicar el comerç de la pell per part dels indis cree del Territori de Jamésie i pels esquimals del nord de la regió.
El 1868, un any després de l'aprovació de l'Acta de l'Amèrica del Nord britànica, que va crear el «Domini del Canadà», el Parlament de Londres va autoritzar el govern anglès a cedir la Terra de Rupert al Canadà (Acta de la Terra de Rupert, 1868). La cessió del territori al Canadà es va fer efectiva per decret del Consell Imperial de Londres el 23 de juny de 1870.
El territori original del districte d'Ungava va ser fixat el 1895 quan el Parlament canadenc va dividir els Territoris del Nord-oest en districtes. Als districtes ja existents (Assiniboine, Saskatchewan, Athabasca et Keewatin) s'hi van afegir els districtes d'Ungava, Yukon, Mackenzie i Franklin.
El districte d'Ungava comprenia llavors el territori actual de la regió quebequesa Nord-du-Québec i part de dues regions més, Abitibi-Témiscamingue i Côte-Nord.
El districte d'Ungava estava doncs delimitat a l'oest per la badia de James i la badia de Hudson, al nord per l'estret de Hudson i la badia d'Ungava, i a l'est per la Costa del Labrador.
El 1898, la part meridional del districte, al sud del riu Eastmain, va ser incorporada a la província del Quebec. Aquest perllongament del territori del Quebec cap al nord va ser posterior a l'expansió del territori de la veïna província d'Ontario el 1874, fins al paral·lel 51, i de nou el 1889, fins al riu Albany i la costa de la badia James.
De 1898 a 1912, la població del districte d'Ungava era d'unes 5000 persones, majoritàriament inuits, crees, naskapis i innus que vivien en comunitats costaneres o en petits grups nòmades a l'interior del territori.

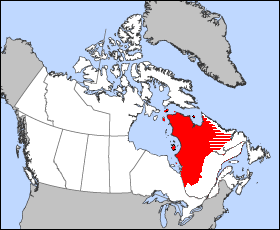
Districte d'Ungava, Territoris del Nord-oest, 1895-1898

## Reconeixement dels drets dels pobladors autòctons
En transferir-se la Terra de Rupert al Canadà, el 1870, el Consell Imperial de Londres va precisar que el Parlament del Canadà hauria d'obtenir dels pobladors autòctons la cessió de llur títol de propietat sobre aquest territori. A l'article 14 del decret, es pot llegir : «Tota indemnització a pagar als indis per les terres destinades a la colonització serà pagada pel govern canadenc de comú acord amb el Govern Imperial, i la Companyia [de la Badia de Hudson] en serà alliberada de tota responsabilitat».
El Parlament canadenc, però, no va respectar les seves obligacions i el 1898, va delimitar les fronteres nord-oest, nord i nord-est de la província del Quebec sense preocupar-se dels drets dels habitants autòctons del territori transferit.
Uns anys més tard, el 1912, el Parlament canadenc va adoptar la «Llei de l'extensió de les fronteres del Quebec», que va transferir el districte d'Ungava a la província del Quebec, perllongant així el territori quebequès fins a l'estret de Hudson i la badia d'Ungava. Fent-se eco del decret imperial de 1870, la llei federal de 1912 va precisar «que la província del Quebec reconeixerà els drets dels indis en la mateixa mesura, i obtindrà l'entrega de la cessió dels territoris de la mateixa manera, que el govern del Canadà l'havia fet en altres llocs, i l'esmentada província suportarà i abonarà totes les càrregues i despeses inherents o que en resultin».
Disposicions similars van ser incorporades dins la «Llei de l'extensió de les fronteres d'Ontario», adoptada el mateix any pel Parlament federal. En tots dos casos, es precisa que «la tutela dels indis i l'administració de totes les terres reservades per llur ús romandran a càrrec del govern del Canadà».
De totes maneres, el Quebec no va iniciar converses amb els crees, els esquimals i els naskapis de la regió abans de l'anunci de construcció del projecte hidroelèctric de la badia James l'abril de 1971. No va ser fins al novembre de 1975, després de llargues negociacions, que els governs del Canadà i del Quebec i els representants de les comunitats crees i esquimals del Nord del Quebec van signar la Convenció de la Badia James i del Nord quebequès. Els representants dels naskapis van signar una convenció paral·lela tres anys més tard, la Convenció del Nord-est quebequès.